# Рибница (Краљево)
Рибница је градско насеље града Краљева у Рашком округу. Према попису из 2022. било је 1626 становника.
Насеље се налази уз реку Ибар јужно од града Краљева.
Кроз насеље протиче Рибница (река)  притока Ибра. По тој реци насеље је добило назив.
Овде се налази основна школа „Вук Караџић“ која има истурено одељење на Берановцу. У насељу се налази и краљевачка касарна Рибница.

## Демографија
У насељу Рибница живи 2182 пунолетна становника (Попис становништва 2002.године.), а просечна старост становништва износи 38,1 година (37,1 код мушкараца и 39,1 код жена). У насељу има 832 домаћинства, а просечан број чланова по домаћинству је 3,34.
Ово насеље је великим делом насељено Србима (према попису из 2002. године), а у последњем попису (2022. године), примећен је пораст броја становника.
|  |

| Демографија | Демографија | Демографија |
| Година      | Становника  | Становника  |
| ----------- | ----------- | ----------- |
| 1948.       | 1.754       |             |
| 1953.       | 2.180       |             |
| 1961.       | 4.079       |             |
| 1971.       | 8.424       |             |
| 1981.       | 2.345       |             |
| 1991.       | 2.712       | 2.649       |
| 2002.       | 2.779       | 2.899       |
| 2011.       | 1.624       |             |
| 2022.       | 1.626       |             |

| Етнички састав према попису из 2002.‍ | Етнички састав према попису из 2002.‍ | Етнички састав према попису из 2002.‍ | Етнички састав према попису из 2002.‍ | Етнички састав према попису из 2002.‍ |
| ------------------------------------ | ------------------------------------ | ------------------------------------ | ------------------------------------ | ------------------------------------ |
|                                      |                                      |                                      |                                      |                                      |
| Срби                                 | Срби                                 |                                      | 2.723                                | 97,98%                               |
| Црногорци                            | Црногорци                            |                                      | 24                                   | 0,86%                                |
| Македонци                            | Македонци                            |                                      | 8                                    | 0,28%                                |
| Хрвати                               | Хрвати                               |                                      | 4                                    | 0,14%                                |
| Југословени                          | Југословени                          |                                      | 2                                    | 0,07%                                |
| Словенци                             | Словенци                             |                                      | 1                                    | 0,03%                                |
| Руси                                 | Руси                                 |                                      | 1                                    | 0,03%                                |
| Мађари                               | Мађари                               |                                      | 1                                    | 0,03%                                |
| непознато                            | непознато                            |                                      | 12                                   | 0,43%                                |

| Година пописа     | 1948. | 1953. | 1961. | 1971. | 1981. | 1991. | 2002. |
| ----------------- | ----- | ----- | ----- | ----- | ----- | ----- | ----- |
| Број домаћинстава | 391   | 526   | 1.154 | 2.395 | 640   | 786   | 832   |

| Број чланова      | 1   | 2   | 3   | 4   | 5   | 6  | 7  | 8 | 9 | 10 и више | Просек |
| ----------------- | --- | --- | --- | --- | --- | -- | -- | - | - | --------- | ------ |
| Број домаћинстава | 105 | 168 | 174 | 214 | 104 | 46 | 13 | 4 | 1 | 3         | 3,34   |

| Пол    | Укупно | Неожењен/Неудата | Ожењен/Удата | Удовац/Удовица | Разведен/Разведена | Непознато |
| ------ | ------ | ---------------- | ------------ | -------------- | ------------------ | --------- |
| Мушки  | 1.102  | 306              | 730          | 37             | 26                 | 3         |
| Женски | 1.176  | 220              | 746          | 174            | 35                 | 1         |
| УКУПНО | 2.278  | 526              | 1.476        | 211            | 61                 | 4         |

| Пол    | Укупно                    | Пољопривреда, лов и шумарство | Рибарство                            | Вађење руде и камена | Прерађивачка индустрија       |
| ------ | ------------------------- | ----------------------------- | ------------------------------------ | -------------------- | ----------------------------- |
| Мушки  | 487                       | 19                            | 0                                    | 0                    | 153                           |
| Женски | 296                       | 10                            | 0                                    | 0                    | 88                            |
| УКУПНО | 783                       | 29                            | 0                                    | 0                    | 241                           |
| Пол    | Производња и снабдевање   | Грађевинарство                | Трговина                             | Хотели и ресторани   | Саобраћај, складиштење и везе |
| Мушки  | 21                        | 35                            | 46                                   | 7                    | 83                            |
| Женски | 2                         | 6                             | 52                                   | 10                   | 10                            |
| УКУПНО | 23                        | 41                            | 98                                   | 17                   | 93                            |
| Пол    | Финансијско посредовање   | Некретнине                    | Државна управа и одбрана             | Образовање           | Здравствени и социјални рад   |
| Мушки  | 2                         | 3                             | 48                                   | 9                    | 12                            |
| Женски | 4                         | 3                             | 12                                   | 18                   | 58                            |
| УКУПНО | 6                         | 6                             | 60                                   | 27                   | 70                            |
| Пол    | Остале услужне активности | Приватна домаћинства          | Екстериторијалне организације и тела | Непознато            | Непознато                     |
| Мушки  | 14                        | 0                             | 1                                    | 34                   | 34                            |
| Женски | 15                        | 0                             | 0                                    | 8                    | 8                             |
| УКУПНО | 29                        | 0                             | 1                                    | 42                   | 42                            |

## Галерија "Јануара 2021.г."
- Основна школа "Вук Караџић"
- Мостић у насељу преко реке Рибнице
- Улица Иве Андрића
- Део насеља
- Излазак Сунца
- Ресторан Мошин Гај и базен
- Поглед на насеље из Ресторана Мошин Гај
- Хала спортова 2015.године
- Мост преко Рибнице недалеко од ушћа у Ибар